# Guvernul Viorica Dăncilă
Guvernul Viorica Dăncilă este cel de-al 128-lea guvern al României, condus de Viorica Dăncilă, care a guvernat țara de la 29 ianuarie 2018 până la 10 octombrie 2019, când a fost demis prin moțiune de cenzură, rămânând în funcție ca interimar până la validarea următorului guvern la 4 noiembrie 2019. A avut 27 de membri, iar unii dintre miniștri au făcut parte și din guvernul Mihai Tudose, demisionat în 16 ianuarie 2018 în urma unui conflict între premier și Liviu Dragnea, liderul PSD. Cătălin Drulă de la publicația online Republica considera acest guvern ca fiind cel mai prost guvern postdecembrist din România.

## Istoric
Condus de noul prim-ministru al social-democraților, Viorica Dăncilă, acest guvern este constituit și sprijinit de o coaliție de centru-stânga între Partidul Social Democrat (PSD) și Alianța Liberalilor și Democraților (ALDE). Împreună, coaliția are 167 de deputați din 329 (sau 50,8% din locurile din Camera Deputaților) și 76 senatori din 136 (sau 55,9% din locurile din Senat).
Componența guvernului a fost anunțată la 26 ianuarie 2018, iar guvernul a obținut votul de încredere în Parlament la 29 ianuarie, cu 282 de voturi „pentru”, cu 48 mai mult decât majoritatea constituțională cerută, mulțumită sprijinului oferit de UDMR și de deputații reprezentând minoritățile naționale. Guvernul a preluat funcția în aceeași zi, Dăncilă devenind astfel prima femeie prim-ministru din istoria României.
La 1 ianuarie 2019, România a preluat președinția rotativă a Consiliului Uniunii Europene. Ceremonia oficială a avut loc pe 10 ianuarie, la Ateneul Român, ținând discursuri, de partea română, președintele Klaus Iohannis, premierul Viorica Dăncilă, președintele Senatului României, Călin Popescu-Tăriceanu, și un vicepreședinte al Camerei Deputaților. Instituțiile comunitare au fost reprezentate, printre alții, de președintele Parlamentului European, Antonio Tajani, președintele Comisiei, Jean-Claude Juncker și președintele Consiliului European, Donald Tusk.
Pe 26 august 2019, partidul lui Călin Popescu-Tăriceanu, ALDE, decide să iasă de la guvernare, lăsând PSD singurul partid la guvernare, ceea ce efectiv ar fi trebuit să pună capăt mandatului acestui guvern, urmând ca prim-ministrul să ceară votul de încredere pentru un nou guvern într-o altă compoziție politică. Acest lucru nu s-a întâmplat, și aproape de finalul perioadei în care premierul trebuia să se prezinte în Parlament pentru un nou vot de încredere, Parlamentul a destituit guvernul prin moțiune de cenzură, cu 238 voturi „pentru” dintre cele 244 exprimate.
După căderea guvernului, presa românească a publicat informații conform cărora ministrul transporturilor Răzvan Cuc ar fi cerut companiei TAROM să anuleze zboruri de linie în ziua moțiunii ca să împiedice parlamentarii opoziției să ajungă în București pentru a vota moțiunea de cenzură.

## Componență
Guvernul are următoarea componență:
| Minister                                                                       | Nume                          | Partid      | În funcție din     | Până la            |
| ------------------------------------------------------------------------------ | ----------------------------- | ----------- | ------------------ | ------------------ |
| Prim-ministru                                                                  | Viorica Dăncilă               | PSD         | 29 ianuarie 2018   | 4 noiembrie 2019   |
| Viceprim-ministru, ministrul Dezvoltării Regionale și Administrației Publice   | Paul Stănescu                 | PSD         | 29 ianuarie 2018   | 22 februarie 2019  |
| Viceprim-ministru, ministrul Dezvoltării Regionale și Administrației Publice   | Daniel Suciu                  | PSD         | 22 februarie 2019  | 4 noiembrie 2019   |
| Viceprim-ministru, ministrul Mediului                                          | Grațiela Gavrilescu           | ALDE        | 29 ianuarie 2018   | 27 august 2019     |
| Viceprim-ministru fără portofoliu                                              | Viorel Ștefan                 | PSD         | 29 ianuarie 2018   | 3 iulie 2019       |
| Viceprim-ministru fără portofoliu                                              | Eugen Teodorovici (interimar) | PSD         | 3 iulie 2019       | 17 august 2019     |
| Viceprim-ministru pentru Implementarea Parteneriatelor Strategice ale României | Ana Birchall                  | PSD         | 29 ianuarie 2018   | 7 iunie 2019       |
| Viceprim-ministru pentru Implementarea Parteneriatelor Strategice ale României | Ana Birchall (interimar)      | PSD         | 11 iunie 2019      | 24 iulie 2019      |
| Viceprim-ministru pentru Implementarea Parteneriatelor Strategice ale României | Mihai Fifor                   | PSD         | 24 iulie 2019      | 4 noiembrie 2019   |
| Ministrul Afacerilor Interne                                                   | Carmen Dan                    | PSD         | 29 ianuarie 2018   | 15 iulie 2019      |
| Ministrul Afacerilor Interne                                                   | Nicolae Moga                  | PSD         | 24 iulie 2019      | 30 iulie 2019      |
| Ministrul Afacerilor Interne                                                   | Mihai Fifor (interimar)       | PSD         | 30 iulie 2019      | 13 septembrie 2019 |
| Ministrul Finanțelor Publice                                                   | Eugen Teodorovici             | PSD         | 29 ianuarie 2018   | 4 noiembrie 2019   |
| Ministrul Agriculturii și Dezvoltării Rurale                                   | Petre Daea                    | PSD         | 29 ianuarie 2018   | 4 noiembrie 2019   |
| Ministrul Afacerilor Externe                                                   | Teodor Meleșcanu              | ALDE        | 29 ianuarie 2018   | 15 iulie 2019      |
| Ministrul Afacerilor Externe                                                   | Ramona Mănescu                | ALDE        | 24 iulie 2019      | 4 noiembrie 2019   |
| Ministrul Apărării Naționale                                                   | Mihai Fifor                   | PSD         | 29 ianuarie 2018   | 20 noiembrie 2018  |
| Ministrul Apărării Naționale                                                   | Gabriel Leș                   | PSD         | 20 noiembrie 2018  | 4 noiembrie 2019   |
| Ministrul Justiției                                                            | Tudorel Toader                | Independent | 29 ianuarie 2018   | 24 aprilie 2019    |
| Ministrul Justiției                                                            | Ana Birchall (interimar)      | PSD         | 24 aprilie 2019    | 7 iunie 2019       |
| Ministrul Justiției                                                            | Ana Birchall                  | PSD         | 7 iunie 2019       | 4 noiembrie 2019   |
| Ministrul Economiei                                                            | Dănuț Andrușcă                | PSD         | 29 ianuarie 2018   | 20 noiembrie 2018  |
| Ministrul Economiei                                                            | Niculae Bădălău               | PSD         | 20 noiembrie 2018  | 4 noiembrie 2019   |
| Ministrul Comunicațiilor și Societății Informaționale                          | Bogdan Cojocaru               | PSD         | 29 ianuarie 2018   | 20 noiembrie 2018  |
| Ministrul Comunicațiilor și Societății Informaționale                          | Alexandru Petrescu            | PSD         | 20 noiembrie 2018  | 4 noiembrie 2019   |
| Ministrul Sănătății                                                            | Sorina Pintea                 | PSD         | 29 ianuarie 2018   | 4 noiembrie 2019   |
| Ministrul Educației Naționale                                                  | Valentin Popa                 | PSD         | 29 ianuarie 2018   | 27 septembrie 2018 |
| Ministrul Educației Naționale                                                  | Rovana Plumb (interimar)      | PSD         | 2 octombrie 2018   | 16 noiembrie 2018  |
| Ministrul Educației Naționale                                                  | Ecaterina Andronescu          | PSD         | 16 noiembrie 2018  | 2 august 2019      |
| Ministrul Educației Naționale                                                  | Daniel Breaz (interimar)      | PSD         | 5 august 2019      | 19 septembrie 2019 |
| Ministrul Muncii și Justiției Sociale                                          | Lia Olguța Vasilescu          | PSD         | 29 ianuarie 2018   | 20 noiembrie 2018  |
| Ministrul Muncii și Justiției Sociale                                          | Marius-Constantin Budăi       | PSD         | 20 noiembrie 2018  | 4 noiembrie 2019   |
| Ministrul Fondurilor Europene                                                  | Rovana Plumb                  | PSD         | 29 ianuarie 2018   | 24 aprilie 2019    |
| Ministrul Fondurilor Europene                                                  | Eugen Teodorovici (interimar) | PSD         | 24 aprilie 2019    | 7 iunie 2019       |
| Ministrul Fondurilor Europene                                                  | Roxana Mînzatu                | PSD         | 7 iunie 2019       | 4 noiembrie 2019   |
| Ministrul Transporturilor                                                      | Lucian Șova                   | PSD         | 29 ianuarie 2018   | 22 februarie 2019  |
| Ministrul Transporturilor                                                      | Alexandru-Răzvan Cuc          | PSD         | 22 februarie 2019  | 4 noiembrie 2019   |
| Ministrul Culturii și Identității Naționale                                    | George Ivașcu                 | Independent | 29 ianuarie 2018   | 20 noiembrie 2018  |
| Ministrul Culturii și Identității Naționale                                    | Daniel Breaz                  | PSD         | 20 noiembrie 2018  | 4 noiembrie 2019   |
| Ministrul Tineretului și Sportului                                             | Ioana Bran                    | PSD         | 29 ianuarie 2018   | 20 noiembrie 2018  |
| Ministrul Tineretului și Sportului                                             | Bogdan Matei                  | PSD         | 20 noiembrie 2018  | 4 noiembrie 2019   |
| Ministrul Energiei                                                             | Anton Anton                   | ALDE        | 29 ianuarie 2018   | 26 august 2019     |
| Ministrul Turismului                                                           | Bogdan Trif                   | PSD         | 29 ianuarie 2018   | 4 noiembrie 2019   |
| Ministrul Cercetării și Inovării                                               | Nicolae Burnete               | PSD         | 29 ianuarie 2018   | 31 august 2018     |
| Ministrul Cercetării și Inovării                                               | Viorel Ștefan (interimar)     | PSD         | 12 septembrie 2018 | 29 octombrie 2018  |
| Ministrul Cercetării și Inovării                                               | Nicolae Hurduc⁠(d)             | PSD         | 29 octombrie 2018  | 4 noiembrie 2019   |
| Ministrul Apelor și Pădurilor                                                  | Ioan Deneș                    | PSD         | 29 ianuarie 2018   | 4 noiembrie 2019   |
| Ministrul pentru Mediul de Afaceri, Comerț și Antreprenoriat                   | Radu Oprea                    | PSD         | 29 ianuarie 2018   | 4 noiembrie 2019   |
| Ministru delegat pentru Relația cu Parlamentul                                 | Viorel Ilie                   | ALDE        | 29 ianuarie 2018   | 27 august 2019     |
| Ministru delegat pentru Românii de Pretutindeni                                | Natalia Intotero              | PSD         | 29 ianuarie 2018   | 24 aprilie 2019    |
| Ministru delegat pentru Românii de Pretutindeni                                | Radu Oprea (interimar)        | PSD         | 24 aprilie 2019    | 7 iunie 2019       |
| Ministru delegat pentru Românii de Pretutindeni                                | Natalia Intotero              | PSD         | 7 iunie 2019       | 4 noiembrie 2019   |
| Ministrul delegat pentru Afaceri Europene                                      | Victor Negrescu               | PSD         | 29 ianuarie 2018   | 9 noiembrie 2018   |
| Ministrul delegat pentru Afaceri Europene                                      | George Ciamba                 | Independent | 14 noiembrie 2018  | 4 noiembrie 2019   |